# Касл-Болдвин
Касл-Болдвин (англ. Castlebaldwin; ирл. Béal Átha na gCarraigíní) — деревня в Ирландии, находится в графстве Слайго (провинция Коннахт) у трассы N4.